# Oscar Monje
Oscar Diego Monje (11 de mayo de 1969, Idiazábal, Provincia de Córdoba, Argentina) es un exfutbolista de nacionalidad argentino que se desempeñaba de volante ofensivo o delantero. Fue una de las grandes figuras de las categorías de ascenso del fútbol argentino. Rápido de mente, con pases milimétricos, podía desbordar por ambas puntas, como también encarar para el centro en busca del disparo.

## Trayectoria
| Club                         | País      | Período   |
| ---------------------------- | --------- | --------- |
| Lanús                        | Argentina | 1989-1992 |
| Instituto de Córdoba         | Argentina | 1992-1993 |
| Tigre                        | Argentina | 1993-1995 |
| Ventforet Kofu               | Japón     | 1996      |
| Tigre                        | Argentina | 1997      |
| Dock Sud                     | Argentina | 1998      |
| Deportivo Cuenca             | Ecuador   | 1998-1999 |
| Almirante Brown de Arrecifes | Argentina | 1999-2000 |
| Los Andes                    | Argentina | 2000-2001 |
| Deportivo Italchao           | Venezuela | 2001      |
| Almagro                      | Argentina | 2001      |
| Unión La Calera              | Chile     | 2002      |
| All Boys                     | Argentina | 2002-2003 |
| Platense                     | Argentina | 2003      |
| Macará                       | Ecuador   | 2004      |
| Juventud Unida de San Luis   | Argentina | 2005-2006 |
| Sarmiento de Junín           | Argentina | 2007      |

## Palmarés

### Campeonatos nacionales
| Torneo                       | Club  | País      | Año  |
| ---------------------------- | ----- | --------- | ---- |
| Ascenso a Primera División   | Lanús | Argentina | 1990 |
| Primera B Nacional           | Lanús | Argentina | 1992 |
| Primera B (Clausura)         | Tigre | Argentina | 1994 |
| Ascenso a Primera B Nacional | Tigre | Argentina | 1995 |

- Datos: Q6053922